# Juan Trinidad
Juan Trinidad Martínez (18 maggio 1960) è un ex cestista portoricano.

## Carriera
Con Porto Rico ha disputato i Giochi panamericani di Caracas 1983.